# K2R Riddim
K2R Riddim est un groupe de reggae et ska français, originaire de Cergy, dans le Val-d'Oise. Le groupe est formé en 1992 et séparé en 2007.

## Biographie
Le groupe est formé en 1991 à Cergy ou Cergy-Pontoise selon les sources. Il se compose initialement de trois amis : Loïc Ségard (Kilo) au chant, de Thibault Willigens (dit Tibo) à la guitare et de Thierry Lechauve à la basse. Les K2R Riddim sont issus de l'école autoproduction-autogestion[Quoi ?]. Ils se font connaître en donnant de nombreux concerts. En 1998, K2R Riddim sort un premier album intitulé Carnet de roots, enregistré à Lincourt dans un garage. Il est suivi par l'album K2R Live.
Après avoir créé leur propre label Aïllisam, K2R Riddim revient avec un nouvel opus, Appel d'R en 2001 en distribution chez Wagram. Trois ans plus tard après plusieurs tournées, les K2R lancent Decaphonik. Leur musique évolue vers la soul et le blues. Après le départ de Ange et Just'One en 2003, l'album Foule contact voit le jour en 2004, en parallèle de la sortie du double DVD Les routes de l'indépendance. Un nouvel album vient enrichir la discographie du groupe en 2006, K2 Airlines.
Après 15 années de tournées à travers la France et l'international, K2R Riddim donne son dernier concert le 21 octobre 2007 à Cergy.

## Style musical
Leur style musical navigue entre reggae, ragga, rocksteady, ska, mais s'ouvre également au jazz et des compositions orchestrales dub/classique avec l'apparition d'un quatuor de cordes.

## Membres
- Loic « Dr Kilo » Ségard — chant, chœurs, trombone (1991—2007)
- Thibault Willigens — guitare, chœurs (1991—2007)
- Thierry « Mister T » Lechauve — basse, contrebasse (1991—2007)
- Christophe Cambou (« Le Tof », « Tof Gong », « Kristof Camb ») — saxophones, flûte, clarinette, claviers additionnels (1991—2007)
- Yvan Hamouche — percussions (1993—2007)
- Dorothée Nadal — trompette, chœurs, chant (1995—2007)
- Olivier Daviaud — arrangements, claviers, chœurs, violoncelle (1996—2004)
- Stéphane « Mano » Le Guevel — batterie (1996—2007)
- Patrick « Le Pat » Tersinet — trombone, chœurs, guitare (2004—2007)
- Pierrick Viard — claviers (2004—2006)
- Meddhy Ziouche — claviers (2006—2007)
- Olivier Riquet — claviers (1998—2004)
- Fabrice Bourgeoisat — claviers, guitare (1992—1995)
- Eric « Lord Bitum » Heemeryck — chant (2003—2007)
- Michaël « Timike » Barthelemy — chant (2003—2005)
- Ange Yéyé — chant (1993—2003)
- Justin « Just One » Nobimé — chant (1996—2003)
- Anis Kachohi  — chant (1993—1997)
- Badis Brahimi — chanteur (1993—1996)
- Fréderic Mezei — son (1997—2003, 2005—2007)
- Gilles Théolier — son (2003—2005)
- Yann NEZET — grand argentier (1996—2007)
- Cédric Claquin — manager (1996—2007)

## Discographie
- 1998 : Carnet de roots
- 1999 : K2R Live
- 2001 : Appel d'R
- 2004 : Decaphonik
- 2005 : Foule contact
- 2006 : K2 Airlines

## Vidéographie
- 2001 : Auto Production, d'Énergies Positives
- 2004 : Les Routes de l'indépendance